# 鶴ヶ谷真一
鶴ケ谷 真一（つるがや しんいち、1946年2月10日 - ）は、日本のエッセイスト、編集者。出版社「パピルス」編集長。
東京都生まれ。早稲田大学文学部卒業。2000年『書を読んで羊を失う』で日本エッセイストクラブ賞受賞。

## 著書
- 『書を読んで羊を失う』白水社 1999 / 平凡社ライブラリー 2008。増補版
- 『猫の目に時間を読む』白水社 2001
- 『古人の風貌』白水社 2004
- 『月光に書を読む』平凡社 2008※。柴田宵曲伝を収録
- 『紙背に微光あり 読書の喜び』平凡社 2011
- 『記憶の箱舟　または読書の変容』白水社 2019

### 翻訳
- 中江兆民『三酔人経綸問答』光文社古典新訳文庫 2014※
- 中江兆民『一年有半』光文社古典新訳文庫 2016※
- 『論語』光文社古典新訳文庫 2025.9※

※は電子書籍で再刊